# Senectoppia multisulcatum
Senectoppia multisulcatum är en kvalsterart som först beskrevs av Berlese 1913.  Senectoppia multisulcatum ingår i släktet Senectoppia och familjen Granuloppiidae. Inga underarter finns listade i Catalogue of Life.